# Moidieu-Détourbe
Moidieu-Détourbe és un municipi francès situat al departament de la Isèra i a la regió d'Alvèrnia-Roine-Alps. L'any 2007 tenia 1.713 habitants.

## Demografia

### Població
El 2007 la població de fet de Moidieu-Détourbe era de 1.713 persones. Hi havia 585 famílies de les quals 81 eren unipersonals (20 homes vivint sols i 61 dones vivint soles), 172 parelles sense fills, 287 parelles amb fills i 45 famílies monoparentals amb fills.
La població ha evolucionat segons el següent gràfic:
Habitants censats

### Habitatges
El 2007 hi havia 640 habitatges, 597 eren l'habitatge principal de la família, 11 eren segones residències i 31 estaven desocupats. 605 eren cases i 33 eren apartaments. Dels 597 habitatges principals, 520 estaven ocupats pels seus propietaris, 67 estaven llogats i ocupats pels llogaters i 10 estaven cedits a títol gratuït; 11 tenien dues cambres, 45 en tenien tres, 182 en tenien quatre i 358 en tenien cinc o més. 529 habitatges disposaven pel capbaix d'una plaça de pàrquing. A 189 habitatges hi havia un automòbil i a 387 n'hi havia dos o més.

### Piràmide de població
La piràmide de població per edats i sexe el 2009 era:
| Homes | Edats   | Dones |
| ----- | ------- | ----- |
| 0     | 95 o +  | 0     |
| 0     | 90 a 94 | 4     |
| 4     | 85 a 89 | 8     |
| 8     | 80 a 84 | 12    |
| 20    | 75 a 79 | 16    |
| 12    | 70 a 74 | 28    |
| 24    | 65 a 69 | 20    |
| 32    | 60 a 64 | 16    |
| 24    | 55 a 59 | 40    |
| 92    | 50 a 54 | 76    |
| 52    | 45 a 49 | 48    |
| 56    | 40 a 44 | 44    |
| 56    | 35 a 39 | 76    |
| 40    | 30 a 34 | 52    |
| 52    | 25 a 29 | 48    |
| 44    | 20 a 24 | 28    |
| 44    | 15 a 19 | 68    |
| 68    | 10 a 14 | 60    |
| 76    | 5 a 9   | 44    |
| 36    | 0 a 4   | 40    |

## Economia
El 2007 la població en edat de treballar era de 1.135 persones, 868 eren actives i 267 eren inactives. De les 868 persones actives 806 estaven ocupades (452 homes i 354 dones) i 62 estaven aturades (20 homes i 42 dones). De les 267 persones inactives 78 estaven jubilades, 100 estaven estudiant i 89 estaven classificades com a «altres inactius».

### Ingressos
El 2009 a Moidieu-Détourbe hi havia 633 unitats fiscals que integraven 1.810,5 persones, la mediana anual d'ingressos fiscals per persona era de 21.067 €.

### Activitats econòmiques
Dels 63 establiments que hi havia el 2007, 1 era d'una empresa extractiva, 1 d'una empresa alimentària, 2 d'empreses de fabricació de material elèctric, 5 d'empreses de fabricació d'altres productes industrials, 20 d'empreses de construcció, 11 d'empreses de comerç i reparació d'automòbils, 6 d'empreses de transport, 3 d'empreses d'hostatgeria i restauració, 2 d'empreses financeres, 1 d'una empresa immobiliària, 4 d'empreses de serveis, 4 d'entitats de l'administració pública i 3 d'empreses classificades com a «altres activitats de serveis».
Dels 26 establiments de servei als particulars que hi havia el 2009, 1 era una oficina de correu, 2 tallers de reparació d'automòbils i de material agrícola, 7 paletes, 2 guixaires pintors, 6 fusteries, 5 lampisteries, 1 empresa de construcció, 1 perruqueria i 1 restaurant.
Dels 3 establiments comercials que hi havia el 2009, 2 eren fleques i 1 una botiga de roba.
L'any 2000 a Moidieu-Détourbe hi havia 32 explotacions agrícoles que ocupaven un total de 1.092 hectàrees.

## Equipaments sanitaris i escolars
El 2009 hi havia 1 escola maternal i 1 escola elemental.

## Poblacions més properes
El següent diagrama mostra les poblacions més properes.